# Semiothisa achetata
Semiothisa achetata är en fjärilsart som beskrevs av Achille Guenée 1858. Semiothisa achetata ingår i släktet Semiothisa och familjen mätare. Inga underarter finns listade i Catalogue of Life.